# Фритлинген
Фритлинген (нем. Frittlingen) — община в Германии, в земле Баден-Вюртемберг. 
Подчиняется административному округу Фрайбург. Входит в состав района Тутлинген.  Население составляет 2127 человек (на 31 декабря 2010 года). Занимает площадь 8,79 км².